# Патфайндър (совалка)
Космическата совалка „Патфайндър“ е Спейс Шатъл симулатор от стомана и дърво. Първоначално ненаименован, симулаторът е построен в Маршал спейс флайт център през 1977 г., за да се използва в занимания, като проверка на пистата, възможностите на крана и др.